# Хельчицкий, Петр

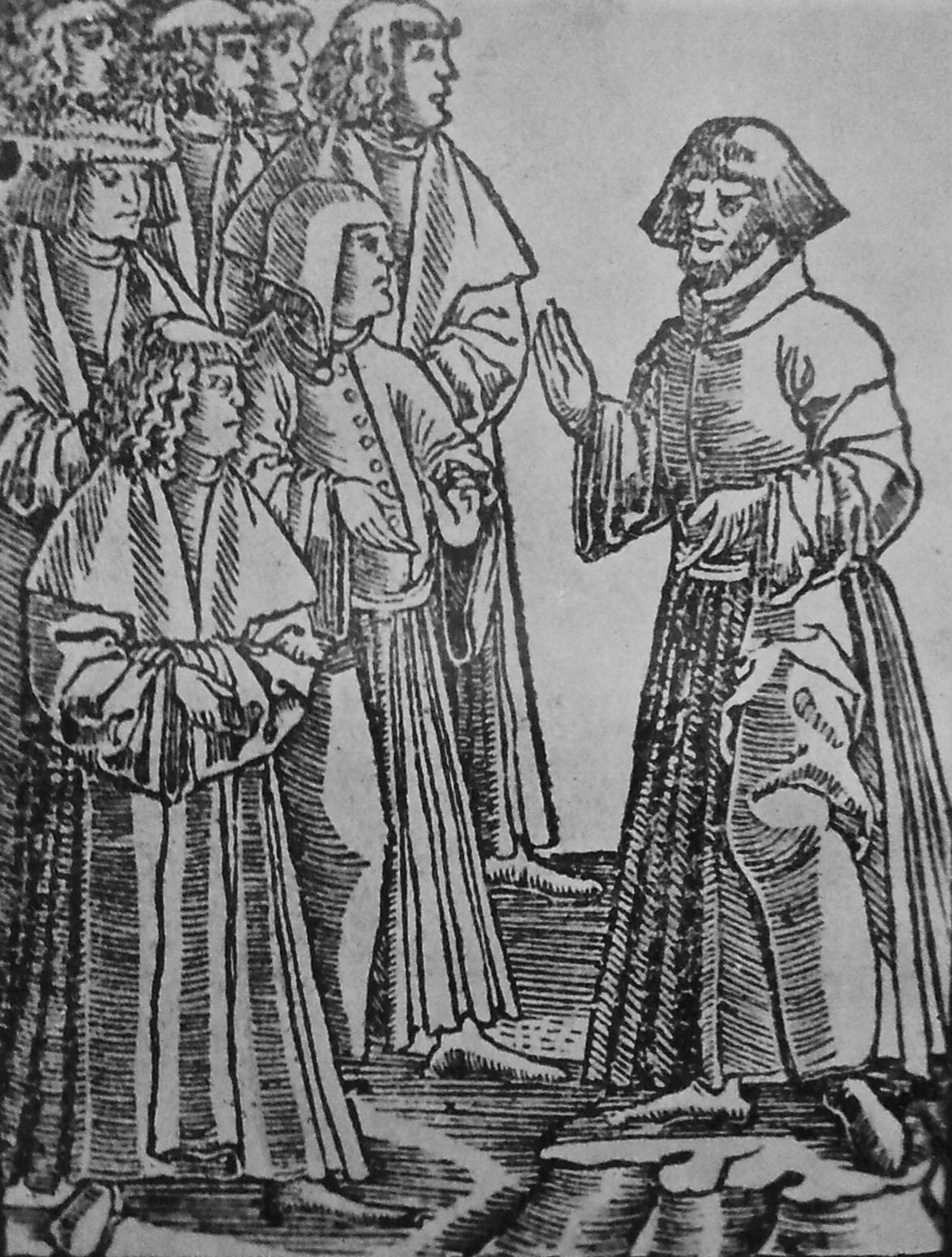
Петр Хельчицкий в Пражском университете

Петр Хельчицкий (чеш. Petr Chelčický; около 1390[…], Хельчице, Королевство Богемия, Священная Римская империя — около 1460) — самый значительный представитель чешской духовной жизни времён завершения гуситских войн, сторонник первохристианских общин, проповедник непротивления злу насилием, идеолог Чешских, или Моравских, братьев.

## Жизнь
Родился в родовом имении в селении Хельчице в 1390 году. Был видным деятелем гуситского движения. В 1420 удалился в Хельчице и здесь написал ряд религиозно-нравственных сочинений. По его идее в 1457 году основана религиозная община «Братское единение» (Unitas fratrum)в Кунвальде, давшая начало знаменитой общине Чешских, или Богемских, братьев.

## Убеждения
Хельчицкий выразил недовольство тех радикальных слоев гуситского движения, которые были не удовлетворены компромиссной политикой утраквистов, поддерживаемых королём Йиржи из Подебрад.

## «Сеть веры» и другие произведения
«Сеть веры» (написана в 1455, напечатана в 1521) — страстный манифест христианского пацифизма и анархизма. В этом труде Хельчицкий рисовал идеальную церковь, какой она представлялась ему в эпоху раннего христианства, до того, как Константин превратил его в государственную религию. 
Вторая часть трактата посвящена острой критике общественной ситуации в Чехии и особенно бедственного положения крестьянства. С точки зрения формы Хельчицкий продолжал традиции Яна Гуса. Он ввел в литературную речь ещё больше народных черт, в частности пользовался крестьянским диалектом.

## Последователи
Последователи Петра Хельчицкого образовали в 1457 религиозное движение, получившее название Чешских братьев (или Богемских братьев). Данное движение сыграло ведущую роль в религиозной и культурной жизни Чехии XVI века и оказало влияние на последующее развитие культуры и науки. Богемские братья переводили Библию, сочиняли духовные гимны и религиозную прозу. Один из епископов чешских братьев Ян Амос Коменский сделал неоценимый вклад в развитие педагогической науки.

## Хельчицкий иРоссия
Первым русским исследователем и переводчиком Хельчицкого был Юрий Семёнович Анненков, неоднократно бывавший специально для этого в Праге. Но исследование Анненкова осталось неоконченным. Смерть помешала ему также довести до конца готовившееся к изданию главное сочинение Хельчицкого «Сети веры» с подробным изложением по главам на русском языке. Тем не менее книга Хельчицкого в России («Сочинения»: «Сеть веры», «Реплика против Бискупца») изданы в его переводе в 1893 (издание готовилось около 10 лет).
Известно, что идеи Льва Толстого совпадали с идеями Хельчицкого, на что Толстой обращает внимание в своей работе «Царство Божие внутри вас».

## Издания «Сети Веры» на русском языке
- Хельчицкий П. «Сеть веры». Издание Российской Академии Наук, 1893
- Хельчицкий П. «Сеть веры». М., «Посредник», 1907
- Петр Хельчицкий, «Сеть веры», Нью-Йорк, Издательское общество «Всемирное братство», 1921
- Фрагменты книги П. Хельчицкого «Сеть веры» в сборнике «Круг чтения» с предисловием Л. Н. Толстого
- Петр Хельчицкий, «Сеть веры», К.: Ассоциация «Духовное возрождение» при поддержке Connect International и Донецкого христианского университета, 2012 (Адаптированный репринт 1907 года), ISBN 978-5-8404-0250-4.

## Работы
- Antikristova poznáne tato sú
- Devět kusův zlatých
- Jiná řeč o šelmě a obrazu jejiem
- Kterak ne ve všem za prvotnie církve vokazovali kněžie aneb podávali
- Kterak života svého nemáme milovati, ale raději nenáviděti
- List knězi Mikulášovi
- List Mikuláši a Martinovi
- List Mistru Janovi
- My blázni pro Krista
- Nebo neposlal mě jest Kristus křtíti, ale kázati
- O boji duchovním
- O církvi svaté
- O milování Boha
- O moci světa
- O nejvyšším biskupu Pánu Kristu
- O očistci
- O očistci pravém a jistém a nejistém
- O pokoře
- O poznání sebe samého
- O rotách českých
- O rozeznání duchuov pro blud řeč
- O sedmi hříeších hlavních
- O staré a nové víře a o obcování svatých
- O svědectví
- O svědomí
- O sělmě a obrazu jejiem
- O těle božím
- O tělu a krvi Páně
- O trestání srdce
- O trojiem lidu řeč
- O zlých knězích
- O ztraceném synu
- Obrana Markoltova
- Postilla
- Pro krádež nenie hodné člověka na smrť vydati
- Replika proti Mikuláši Biskupcovi
- Replika proti Rokycanovi
- Řeč a zpráva o těle božím
- Řeč na 20. kap. sv. Matouše
- Řeč o milování božím
- Řeč o základu zákonů lidských
- Řeč sv. Pavla o člověku starém a novém
- Řeči besední Tomáše ze Štítného
- Sieť viery
- Spis proti kněžím
- Traktát o večeři Páně proti Biskupcovi
- Výklad na čtenie sv. Jana v l. kap.
- Výklad na kap. 14. epištoly sv. Pavla k Římanům
- Výklad na Mat. 22:37-39
- Výklad na Otčenáš
- Výklad na pašijí sv. Jana
- Výklad na řeč so. Jana v 2. epištole
- Výklad na řeč sv. Pavla
- Výklad na slova sv. Pavla
- Výklad Řím. 13:1-3
- Zpráva o svátostech